# Scleropus squarrulosus
Scleropus squarrulosus är en amarantväxtart som beskrevs av Nils Johan Andersson och Asa Gray. Scleropus squarrulosus ingår i släktet Scleropus och familjen amarantväxter. Inga underarter finns listade i Catalogue of Life.